# Hans Uwe Schneider
Hans Uwe Schneider (* 27. April 1937 in Frankfurt am Main; † 4. März 2018) war ein deutscher Parodist, Stimmenimitator und Sänger. Nachdem er für das Guinness-Buch der Rekorde bei einer Großveranstaltung 100 verschiedene Stars imitiert hatte, eine bislang unübertroffene Leistung, galt er als „Weltmeister der Parodie“. Bekannt wurde er durch Auftritte in Fernsehshows der ARD und des ZDF.

## Leben
Hans Uwe Schneider wuchs in Wiesbaden-Biebrich auf. Nach dem frühen Tod des Vates lebte er mit seiner Mutter alleine. Er besuchte die Pestalozzi-Schule in Biebrich. Schon mit 10 Jahren begann er nicht nur seine eigenen Lehrer, sondern auch damals schon legendäre Schauspieler wie Hans Moser und Theo Lingen zu imitieren. Seine Klassenkameraden bezahlten ihn mit kleinen Rippchen Schokolade, wenn er dafür die Lehrer oder einen Filmstar imitierte.
Seit 1975 lebte Hans Uwe Schneider in Erbach (Rheingau). Er war zweimal verheiratet und hatte drei erwachsene Söhne aus erster Ehe.

## Beruf
Nach der Schulausbildung erlernte er den Beruf des Elektrotechnikers und wurde Beleuchter beim Fernsehstudio „Unter den Eichen“ in Wiesbaden. Hier wurde unter anderem der Blaue Bock mit Heinz Schenk produziert. So wurden schon Ende der 1950er Jahre Heinz Schenk und Caterina Valente auf das Talent des jungen Beleuchters im Fernsehteam aufmerksam, der 100 Stimmen perfekt nachahmen konnte. In der Folge erhielt er reihenweise Engagements. Er trat bei Der große Preis von Wim Thoelke auf, bei Rudi Carrell in Die verflixte 7 und Am laufenden Band, bei Gala-Show-Abenden und natürlich auch im Blauen Bock. In 20 Jahren hatte er in über 100 Sendungen bei ARD und ZDF mitgewirkt.
Zu den Persönlichkeiten, die Schneider parodierte, gehörten vor allem große Sänger wie Iwan Rebroff, Heino, Freddy Quinn, Elvis Presley, Vico Torriani, aber auch Hildegard Knef, Zarah Leander und der Politiker Willy Brandt. Schneider imitierte die großen Stars so perfekt, dass Schallplatten mit seinen Songs herausgegeben wurden. Über 300 Singles und Langspielplatten sind so entstanden. Schneider sah seine Parodien nie als spöttische Karikatur an. Seine Interpretationen ahmten die Echtheit nach und die Stimmen sollten so klingen, als höre man die Originalperson unmittelbar. Die Kunst des phonetischen Doublierens wurde ins Extrem gesteigert.

## Privates
In seinem Garten stand ein echtes Flugzeug, das er vor über 20 Jahren als besonderen Gag erworben hatte. Gäste, die ihn zu Hause besuchten, durften gelegentlich im Cockpit Platz nehmen. Einmal kam es vor, dass ein Hubschrauberpilot beim Überflug dachte, hier sei ein Flugzeug abgestürzt und sorgte für einen Falschalarm.